# Amphiascoides lancisetiger
Amphiascoides lancisetiger is een eenoogkreeftjessoort uit de familie van de Miraciidae. De wetenschappelijke naam van de soort is voor het eerst geldig gepubliceerd in 1965 door Lang.